# Iso Raatejärvi (sjö, lat 63,88, long 29,47)
Iso Raatejärvi är en sjö i Finland. Den ligger i kommunen Kuhmo i landskapet Kajanaland, i den centrala delen av landet, 500 km nordost om huvudstaden Helsingfors. Iso Raatejärvi ligger 232,9 meter över havet. Arean är 60 hektar och strandlinjen är 7,22 kilometer lång. Sjön  ingår i Uleälvens huvudavrinningsområde. 